# Desmostils
Els desmostils (Desmostylia, ‘pilars units’ en llatí) són un clade extint de perissodàctils marins que existiren entre l'estatge Rupelià, de l'Oligocè, fins al Tortonià, del Miocè. La morfologia de les seves dents i esquelet suggereix que els desmostils eren herbívors amfibis que vivien en hàbitats litorals. El seu nom fa referència a les seves molars altament distintives, en què cada cúspide estava modificada en columnes buides, de manera que una molar típica hauria semblat un grup de tubs o, en el cas de molars desgastades, volcans.